# Sambalpur
Sambalpur (Oriya ସମ୍ବଲପୁର) ist eine Stadt im indischen Bundesstaat Odisha. Sie ist Verwaltungssitz des Distrikts Sambalpur. In Sambalpur leben über 180.000 Einwohner (Volkszählung 2011).

## Geschichte
In der Mitte des 13. Jahrhunderts schuf Balarama Deva, der jüngere Bruder von Narasingha Deva, ein eigenes Königreich Sambalpur und begründete somit die Chauhan-Herrschaft in dem Gebiet. Dessen Sohn Balabhadra Deva eroberte das Gebiet um Sonapur. Balabhadra Devas Nachfolger Madhukara Deva wandelte das Gebiet um Sonapur in einen Vasallenstaat um und gab es an seinen zweiten Sohn Madan Gopal, der es ab 1640 als eigenen Fürstenstaat regierte. Im April 1800 wurde der Fürstenstaat Sambalpur vom Marathenreich erobert. Bereits vier Jahre später, am 2. Januar 1804, eroberten die Briten Sambalpur, die bis zur Unabhängigkeit Indiens die Herrschaft hatten.

## Religion
Sambalpur ist Sitz des Bistums Sambalpur.

## Verkehr
Sambalpur liegt am Ostufer des Flusses Mahanadi. Die Stadt liegt an der nationalen Fernstraße NH 6 und ist der Startpunkt der NH 42 nach Cuttack. Des Weiteren führt eine Fernstraße von Rourkela nach Sonapur durch Sambalpur. Per Eisenbahn gibt es Verbindungen nach Bhubaneswar und Titlagarh sowie über Jharsuguda im Norden nach Bilaspur und Rourkela.